# Venus (pel·lícula de 2022)
Venus és una pel·lícula de terror del 2022 dirigida per Jaume Balagueró i protagonitzada per Ester Expósito. Està vagament inspirada en el conte d'H.P. Lovecraft The Dreams in the Witch House.
La pel·lícula es va estrenar internacionalment a la secció «Midnight Madness» del Festival Internacional de Cinema de Toronto el setembre de 2022. Posteriorment va inaugurar el 55è LV Festival Internacional de Cinema de Catalunya el 6 d'octubre de 2022. Ha estat subtitulada al català.

## Argument
Balagueró trasllada la història d'H.P. Lovecraft a una «ciutat bruta i moderna» a la perifèria de Madrid, en un edifici maleït de Villaverde Sur. La gogó Lucía, fugint amb un carregament de pastilles i perseguida per uns mafiosos, es refugia en un complex d'apartaments amb la seva germana Rocío i la seva neboda Alba, on descobrirà quines forces sobrenaturals malèvoles habiten l'edifici.

## Producció
El 2021, el projecte de la pel·lícula es va presentar al LIV Festival Internacional de Cinema Fantàstic de Catalunya, amb la participació del director Jaume Balagueró i la intèrpret principal Ester Expósito, acompanyats d'Álex de la Iglesia, Carolina Bang, Ricardo Cabornero i Iván Losada. El guió va ser escrit per Balagueró juntament amb Fernando Navarro. El rodatge va començar el novembre de 2021 a Madrid i, posteriorment, es va traslladar a Toledo per a finalitzar el febrer de 2022.